# Tiefenbach (Cham járás)
Tiefenbach település Németországban, azon belül Bajorországban. Lakosainak száma 1876 fő (2023. december 31.). Tiefenbach Rybník, Treffelstein és Weiding községekkel határos.

## Népesség
A település népessége az elmúlt években az alábbi módon változott:
| Lakosok száma | 1432 | 1277 | 2019 | 2228 | 2017 | 1959 | 1940 | 1949 | 1909 | 1876 |
|               | 1875 | 1950 | 1975 | 1987 | 2012 | 2014 | 2016 | 2017 | 2021 | 2023 |